# Campionati europei di atletica leggera indoor 2017 - Salto in lungo femminile

## Podio
| Pos.    | Atleta         | Nazionalità |
| ------- | -------------- | ----------- |
| Oro     | Ivana Španović | Serbia      |
| Argento | Lorraine Ugen  | Regno Unito |
| Bronzo  | Claudia Salman | Germania    |

## Record
| Record                | Record          | Record | Record             | Record           |
| --------------------- | --------------- | ------ | ------------------ | ---------------- |
| Record del mondo      | Heike Drechsler | 7.37   | Vienna, Austria    | 13 febbraio 1988 |
| Record europeo        | Heike Drechsler | 7.37   | Vienna, Austria    | 13 febbraio 1988 |
| Record dei campionati | Heike Drechsler | 7.30   | Budapest, Ungheria | 5 marzo 1988     |

## Programma
| Data         | Ora   | Turno          |
| ------------ | ----- | -------------- |
| 4 marzo 2017 | 12:00 | Qualificazioni |
| 5 marzo 2017 | 17:40 | Finale         |

## Risultati

### Qualificazioni
Si sono qualificati direttamente gli atleti che hanno saltato almeno 6.60m oppure si qualificano i primi otto.
| Posizione | Atleta              | Nazione                     | #1   | #2   | #3   | Risultato | Note                                     |
| --------- | ------------------- | --------------------------- | ---- | ---- | ---- | --------- | ---------------------------------------- |
| 1         | Ivana Španović      | Serbia                      | 7.03 | –    | –    | 7.03      | Q                                        |
| 2         | Dar'ja Klišina      | Atleti Neutrali Autorizzati | x    | 6.59 | 6.83 | 6.83      | Q                                        |
| 3         | Lorraine Ugen       | Regno Unito                 | 6.80 | –    | –    | 6.80      | Q                                        |
| 4         | Claudia Salman-Rath | Germania                    | 6.79 | –    | –    | 6.79      | Q                                        |
| 5         | Maryna Bech         | Ucraina                     | 6.55 | 6.71 | –    | 6.71      | Q                                        |
| 6         | Ksenija Balta       | Estonia                     | 6.48 | 6.67 | –    | 6.67      | Q                                        |
| 7         | Jazmin Sawyers      | Regno Unito                 | 6.29 | 6.47 | 6.54 | 6.54      | q                                        |
| 8         | Alexandra Wester    | Germania                    | x    | 6.23 | 6.51 | 6.51      | q                                        |
| 9         | Laura Strati        | Italia                      | 6.49 | x    | 6.20 | 6.49      |                                          |
| 10        | Maryse Luzolo       | Germania                    | 6.30 | 6.46 | 6.48 | 6.48      |                                          |
| 11        | Juliet Itoya        | Spagna                      | 6.36 | 5.95 | x    | 6.36      |                                          |
| 12        | Jana Velďáková      | Slovacchia                  | 6.34 | x    | x    | 6.34      | Miglior prestazione personale stagionale |
| 13        | Anna Venhrus        | Ucraina                     | 6.10 | x    | x    | 6.10      |                                          |
| 14        | Veranika Šutkova    | Bielorussia                 | x    | 6.07 | x    | 6.07      |                                          |
| 15        | Fanni Schmelcz      | Ungheria                    | x    | x    | 6.05 | 6.05      |                                          |
| 16        | Angela Moroşanu     | Romania                     | x    | 5.98 | 5.98 | 5.98      |                                          |
| 17        | Martina Miroska     | Macedonia                   | x    | 5.42 | 5.58 | 5.58      |                                          |

### Finale
La finale è iniziata alle 17:40 di domenica 5 marzo
.
| Posizione | Atleta              | Nazione                     | #1   | #2   | #3   | #4   | #5   | #6   | Risultato | Note                                     |
| --------- | ------------------- | --------------------------- | ---- | ---- | ---- | ---- | ---- | ---- | --------- | ---------------------------------------- |
| 1         | Ivana Španović      | Serbia                      | x    | 7.16 | 7.24 | 7.17 | x    | 6.73 | 7.24      | Miglior prestazione mondiale stagionale  |
| 2         | Lorraine Ugen       | Regno Unito                 | 6.75 | 6.97 | x    | x    | 6.58 | x    | 6.97      | Record nazionale                         |
| 3         | Claudia Salman-Rath | Germania                    | 6.84 | 6.71 | 6.65 | 6.67 | 6.94 | 6.87 | 6.94      | Miglior prestazione personale            |
| 4         | Dar'ja Klišina      | Atleti Neutrali Autorizzati | 6.62 | 6.79 | 6.52 | 6.80 | 6.68 | 6.84 | 6.84      | Miglior prestazione personale stagionale |
| 5         | Ksenija Balta       | Estonia                     | x    | x    | 6.59 | x    | 6.79 | x    | 6.79      | Miglior prestazione personale stagionale |
| 6         | Jazmin Sawyers      | Regno Unito                 | 6.47 | x    | 6.59 | x    | x    | 6.67 | 6.67      |                                          |
| 7         | Maryna Bech         | Ucraina                     | x    | x    | 6.59 | 6.41 | 6.57 | 6.40 | 6.59      |                                          |
| 8         | Alexandra Wester    | Germania                    | x    | 6.50 | x    | 6.39 | 6.53 | 6.43 | 6.53      |                                          |